# П'єтрарі (Пеушешть-Меглаші, Вилча)
П'єтрарі (рум. Pietrari) — село у повіті Вилча в Румунії. Входить до складу комуни Пеушешть-Меглаші.
Село розташоване на відстані 165 км на північний захід від Бухареста, 10 км на захід від Римніку-Вилчі, 95 км на північ від Крайови, 121 км на південний захід від Брашова.

## Населення
За даними перепису населення 2002 року у селі проживали 188 осіб, усі — румуни. Усі жителі села рідною мовою назвали румунську.